# ラフワールド
『ラフワールド』([rʌf] World) は、1990年8月10日にサン電子（サンソフト）が発売した日本のファミリーコンピュータ用ゲームソフト。日本国外では『Journey to Silius』のタイトルで発売された。

## タイトル表記について
タイトル画面では、『 [rʌf] 』の下にカタカナで『ラフ』と書かれ、タイトルロゴの『f』に重ねて小さく『WORLD』と表示される。
読みは発売当時より2000年あたりまではカタカナ表記から単に『ラフ』と呼ばれていた。しかし現在では、『ラフワールド』と呼ばれることが多い。
タイトルロゴの『 [rʌf] 』は発音記号であり、オプションモードでは『ROUGH』という表記がみられる。

## 概要
全5ステージ構成のアクションシューティングゲーム。スクロールは一方通行で進行していく。
映画『ターミネーター』のゲーム化として企画され、開発は1988年後半にライセンスを取得したサン電子の関連会社である東海エンジニアリングが手がけ、1989年のWinter Consumer Electronics Showでゲームのタイトル画面といくつかのカットシーンを収めたプロモーション映像とともに正式に発表されたが、原作映画のストーリーに沿っていないとしてライセンスが取り消されてしまい、キャラクターや設定を変更した経緯を持っている。このような経緯からかゲーム中にはターミネーターのT-800に似た敵が出てくる他、一部の音楽がターミネーターのBGMに似ているなど名残がある。
BGMはファミコン音楽の中で高く評価されており、拡張音源を使用せずDPCMを使用してファミコンとは思えない重厚な音を出している。説明書には今作のオープニングテーマの楽譜が掲載されている。
各ステージの中ボスを倒すと使用可能な武器が増えて行き、これらを使うには武器エネルギーが必要となる。ループ制ゲームで最終ステージをクリアするとエンディングの後、次周回に移行する。
自機の体力がなくなるか穴に落ちると1ミスとなり3ミスでゲームオーバーとなる。コンティニューは3回まで可能で、3回コンティニューしてからゲームオーバーになるとスタート画面に戻される。
なお北米版では主人公ジェイのグラフィックがヘルメットのないものになっている。欧州版では日本版と同じデザインを活用している。

### 武器
ハンドガン
最初から所持している武器。武器エネルギーは消費しない。
ショットガン
最初から所持している武器。3方向に撃てるが連射はできない。
マシンガン
ステージ1の中ボス撃破で使用可能になる。ハンドガンより素早い連射攻撃ができる。
ホーミングミサイル
ステージ2の中ボス撃破で使用可能になる。追尾式ミサイルで2連射まで可能。
レーザーガン
ステージ3の中ボス撃破で使用可能になる。敵を貫通する一撃を撃てるが連射はできない。
グレネードランチャー
ステージ4の中ボス撃破で使用可能になる。最高の破壊力を持つが連射はできず消費エネルギーも多い。

### アイテム
ライフカプセル
体力を1メモリ回復させる。ドロップ率はかなり低い。
武器カプセル
武器エネルギーを2メモリ回復させる。

## 設定

### ストーリー
宇宙暦0373年、人口増大により地球だけでは人類を賄えなくなった時代において宇宙シリウス星系に新天地スペースコロニーを作り上げるべくコロニー開発計画「シリウス・プロジェクト」を発足。優秀な技術者であったジェイの父もそこに所属しプロジェクトは順調に進むかに思われた。ところが研究所一帯が爆発する事故が発生。この事故でジェイは父を失い開発データも全て失われ「シリウス・プロジェクト」も事実上中止に追い込まれてしまう。
研究所爆発事故からしばらくしてジェイは父の書斎でディスクを発見する。そこには「シリウス・プロジェクト」の全データ及び『何者かが「シリウス・プロジェクト」を失敗させようとしており自分の身に何かあったら跡を継いでプロジェクトを完遂させてほしい』との自分の死を予知したメッセージが入っていた。そんな中「シリウス・プロジェクト」を失敗へ追い込んだ敵組織が再び動き始めた。
ジェイは父の敵を討ち「シリウス・プロジェクト」を成功させるために敵地へ赴く。

### ステージ構成
ステージ1 廃墟都市
ボスはヘリコプター&ノミ型ロボット。ノミ型ロボットを3体破壊するとヘリコプターとの対決になる。
ステージ2 地下通路
ボスは戦車型ロボット。
ステージ3 敵基地
ボスは壁型砲台。
ステージ4 敵宇宙船内部
ボスはロボット型巨大砲台。
ステージ5 工場
最終ステージで敵は登場しないがトラップが多く強制スクロールになっている。ボスは敵脱出船で撃破すると引き続き最終ボス（名称不明）との対決になる。

## 他機種版
| No. | タイトル                                      | 発売日                       | 対応機種                                            | 開発元               | 発売元             | メディア                            | 型式 | 備考                         |
| --- | --------------------------------------------- | ---------------------------- | --------------------------------------------------- | -------------------- | ------------------ | ----------------------------------- | ---- | ---------------------------- |
| 1   | メモリアル☆シリーズ SUNSOFT Vol.5             | 2002年3月28日                | PlayStation                                         | サンソフト           | サンソフト         | CD-ROM                              | -    | 『へべれけ』とのカップリング |
| 2   | メモリアル☆シリーズ SUNSOFT Vol.5             | 2010年11月24日               | PlayStation 3 PlayStation Portable PlayStation Vita | サンソフト           | サンソフト         | ダウンロード （ゲームアーカイブス） | -    | 『へべれけ』とのカップリング |
| 3   | ラフ ワールド                                 | 2017年6月13日                | Windows                                             | 東海エンジニアリング | D4エンタープライズ | ダウンロード （プロジェクトEGG）    | -    |                              |
| 4   | ファミリーコンピュータ Nintendo Switch Online | 2019年12月12日 2020年5月20日 | Nintendo Switch                                     | 任天堂               | 任天堂             | ダウンロード                        | -    |                              |

## 評価
ゲーム誌『ファミコン通信』の「クロスレビュー」では合計24点（満40点）となっている。